# 法国-波斯同盟

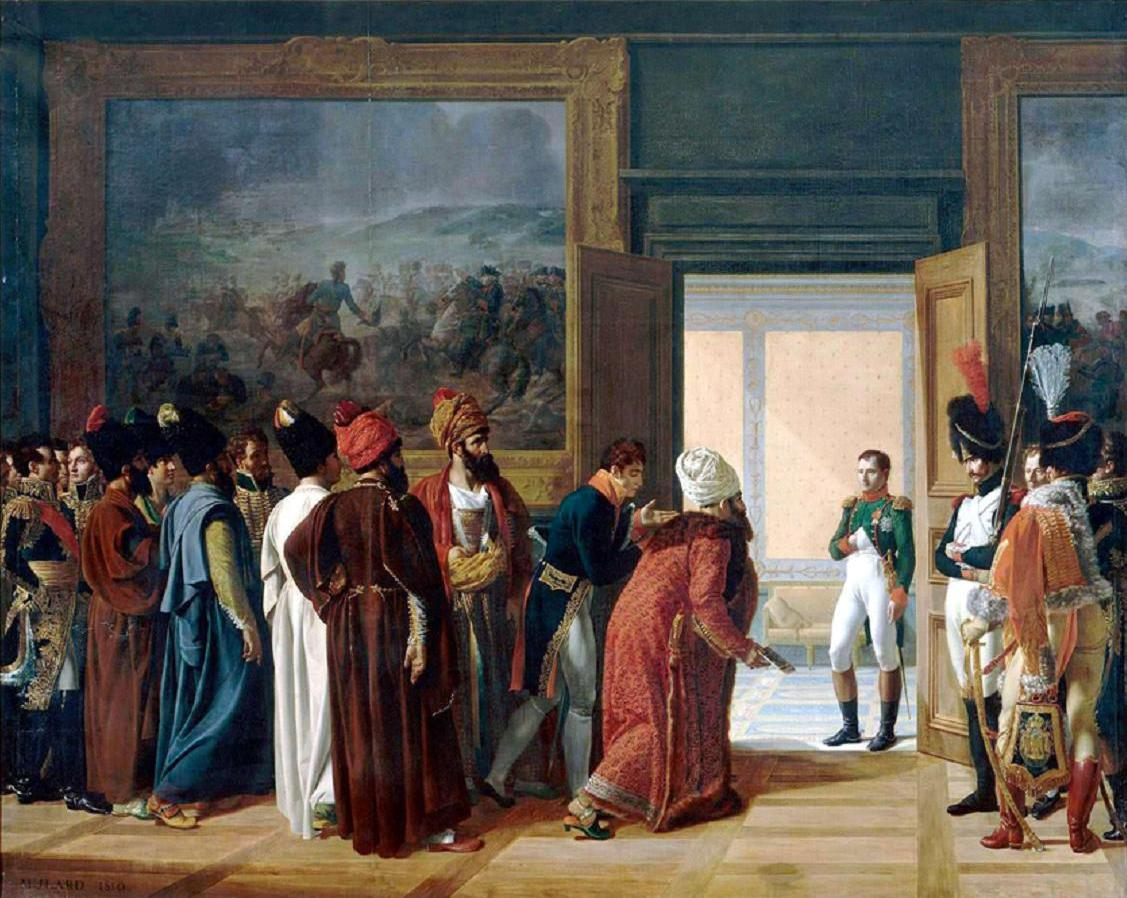
弗朗索瓦·穆拉德的畫作，顯示波斯使節米爾扎·穆罕默德·禮薩-可疾維尼在芬肯施泰因宮與拿破崙一世會晤。

法波同盟是1807年至1809年間由法蘭西帝國拿破崙一世與波斯帝國法特赫-阿里沙·卡扎爾締結的短期同盟，以對抗俄羅斯和英國。這個同盟是拿破崙計劃橫越中東入侵英屬印度的一部分。後來法國將注意力集中在歐洲的戰事上，與俄羅斯締結同盟，法波同盟遭到摒棄。

## 背景
長久的法奧同盟訂立了法國與奧斯曼帝國（波斯帝國的敵人）之間的友好關係，使法國與波斯帝國的關係相當疏遠，而哈布斯堡-波斯同盟則自16世紀已建立，波斯在1599年及1609年出使歐洲時也有意避開法國。

### 首次建立友好關係

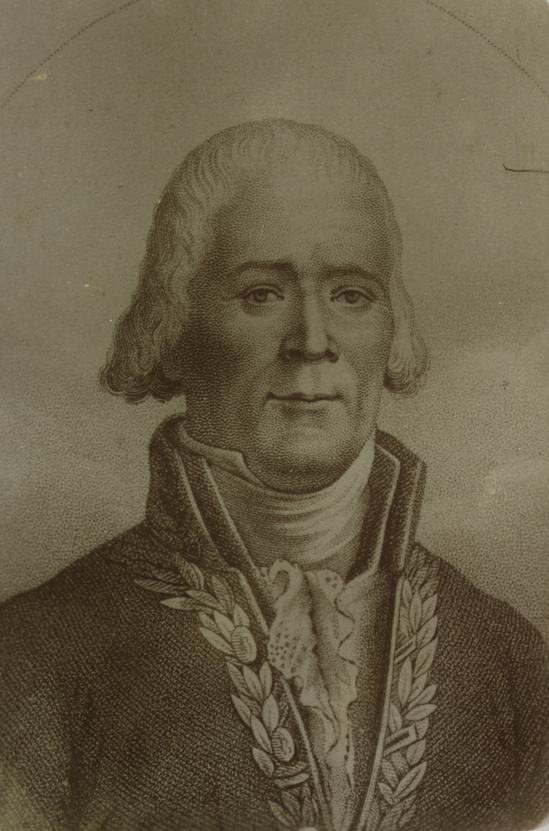
1796年，法國人紀堯姆-安托萬·奧利維爾（圖）和讓·紀堯姆·布呂吉埃到訪波斯，試圖建立同盟，但最終徒勞無功。

後來，隨著波斯出使路易十四，法國與波斯分別在1708年及1715簽訂友好條約，但薩非王朝的衰亡及阿富汗人入侵波斯使兩國終止了關係。
法國大革命後，法國與俄羅斯的衝突加劇，法國希望可以尋找一個盟國來共同對抗俄羅斯，兩國於是試圖恢復外交關係。1796年，法國科學家紀堯姆-安托萬·奧利維爾和讓·紀堯姆·布呂吉埃（Jean-Guillaume Bruguières）奉督政府之命到波斯恰談，但未能取得共識。
在拿破崙一世統治時期，法國在地中海及中東地區採取強烈的擴張政策。1797年簽訂坎波福爾米奧條約後，法國獲得伊奧尼亞群島、原屬威尼斯的阿爾巴尼亞和希臘海岸的控制權，這些地區較靠近中東。

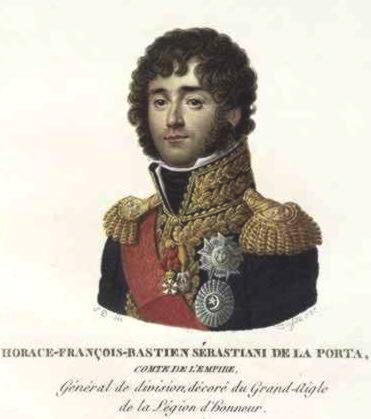
法國將軍賀拉斯·塞巴斯蒂亞尼與塞利姆三世商討建立法奧同盟。

1798年，拿破崙一世遠征埃及，又對抗奧斯曼帝國，在中東建立據點，試圖與英國在印度的敵人蒂普蘇丹取得聯繫。拿破崙一世確信督政府「會在他征服埃及後與印度親王建立關係，共同對抗其領土內的英國人」。法國政治家塔列蘭在1798年2月13日的報告指「在征服和鞏固了埃及後，我們應該從蘇伊士派遣15,000人到印度加入蒂普蘇丹的部隊驅逐英國人」。
拿破崙一世在1799年的阿卡圍城戰和1801年的阿布基爾戰役被英國及奧斯曼帝國擊敗。到1802年，法國在中東被徹底擊敗。
為了鞏固英屬印度西線，英國外交官約翰·馬爾科姆（John Malcolm）被派遣到波斯簽訂1801年英波條約。英國會支持波斯對抗俄羅斯，並提供貿易優惠，條約又明確列明對抗法國入侵波斯：
|                  | 要是法語系國家的部隊試圖要在波斯沿岸及島嶼上殖民，協約雙方應組成聯軍共同打擊……如果法語系國家的人物表達出要獲得波斯沿岸及島嶼的意欲，以此來刺探底線和殖民，波斯政府不應答應這種要求。 |
| ——1801年英波條約 | |

1803年，拿破崙一世試圖說服奧斯曼帝國在巴爾幹半島對抗俄羅斯，加入其反俄聯盟。他派出特使賀拉斯·塞巴斯蒂亞尼（Horace Sebastiani），承諾會協助奧斯曼帝國收復失地。
拿破崙一世在1805年12月的奧斯特里茲戰役取得重大勝利，哈布斯堡君主國解體。塞利姆三世遂承認拿破崙一世為皇帝，選擇與「我們真誠及衷心的盟友」法國結盟，對俄羅斯及英國開戰。

## 結盟波斯

### 拿破崙的動機
為了遠征印度的宏大計劃，拿破崙一世尋求與波斯帝國結盟。在1805年初，拿破崙一世派遣阿梅代·若貝爾（Amédée Jaubert）出使波斯，他在1806年10月返回法國。

### 波斯人的動機

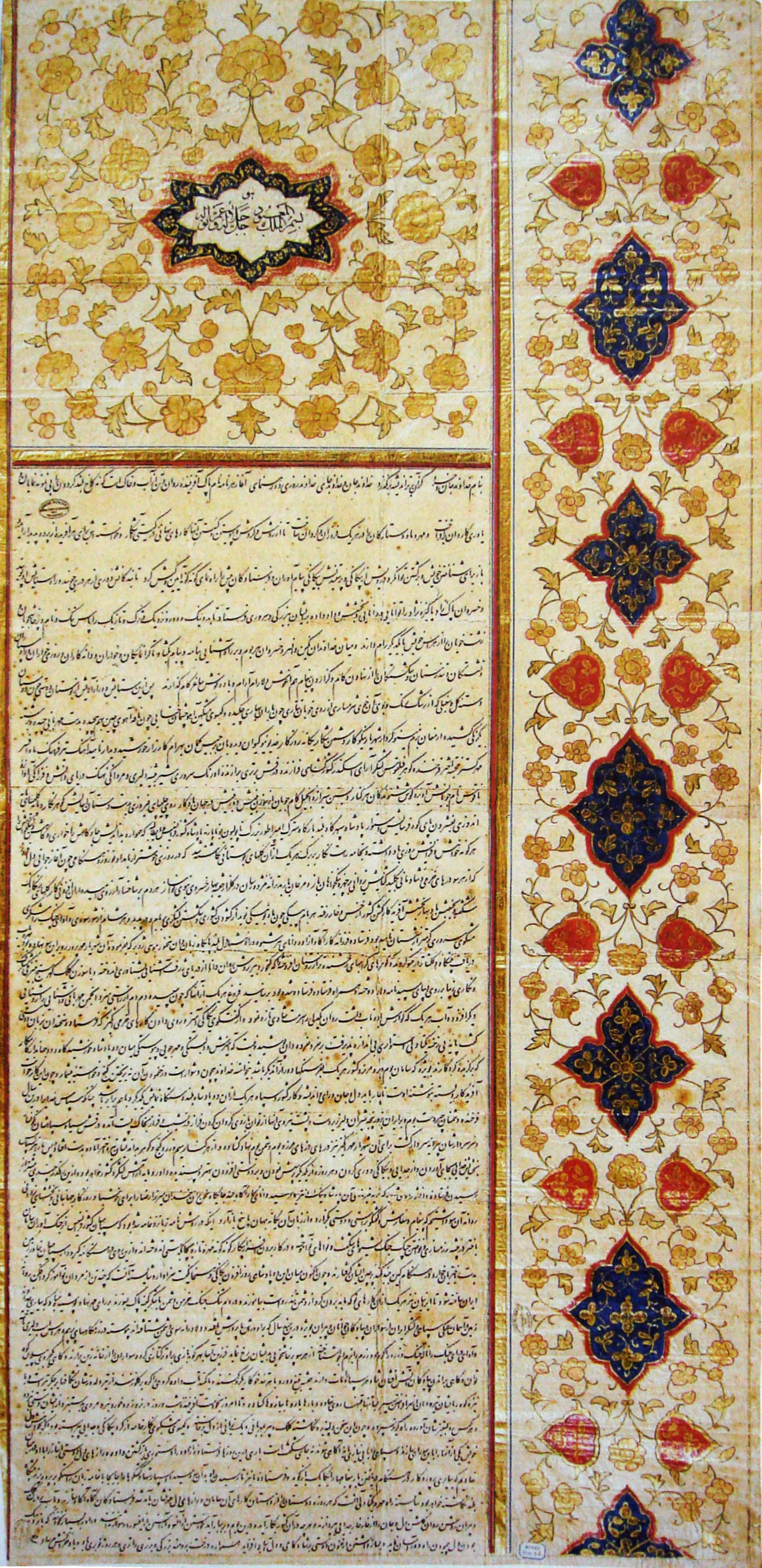
1806年12月法特赫-阿里沙寫給拿玻崙的信件，以感謝拿玻崙經若貝爾轉交給他的信函，並請求派遣軍事教官到波斯。

另一方面，格魯吉亞國王喬治十二世在1801年逝世後，俄羅斯吞併了格魯吉亞東部，為了抗衡俄羅斯在北疆的威脅，波斯沙阿也需要尋求支援。俄國將軍齊齊阿諾夫（Tsitsianov）侵佔格魯吉亞作為對抗波斯人和奧斯曼人的踏腳石，並在1804年入侵埃里溫，爆發俄波戰爭，又在1806年發動俄土戰爭。
俄國的盟友英國並沒有表明支持波斯，沙阿於是答應拿玻崙的提議，由使節米爾扎·穆罕默德·禮薩-可疾維尼攜同信函前往德國東部的蒂爾西特謁見拿玻崙一世。在沙阿指示使節的信息中提到：
|                        | 俄羅斯是波斯和法國國王的共同敵人，摧毀俄羅斯是兩國君主的職責。法國可從那邊發動攻勢，波斯則會在這邊呼應。 |
| ——波斯沙阿給使節的指示 | |

無疑的是，沙阿也考慮幫助法國入侵印度：
|                        | 如果法國有意進攻呼羅珊，波斯國王將會派遣軍隊直搗喀布爾和坎大哈。 |
| ——波斯沙阿給使節的指示 |                                                                  |

### 同盟與軍事使團
繼米爾扎·穆罕默德·禮薩-可疾維尼出使拿玻崙一世後，1807年5月4日簽訂的芬肯施泰因條約正式成立法波同盟，法國支持波斯對格魯吉亞的領土主張，承諾會採取行動令俄羅斯放棄格魯吉亞。波斯則對抗英國，允許法國取道波斯抵達印度。

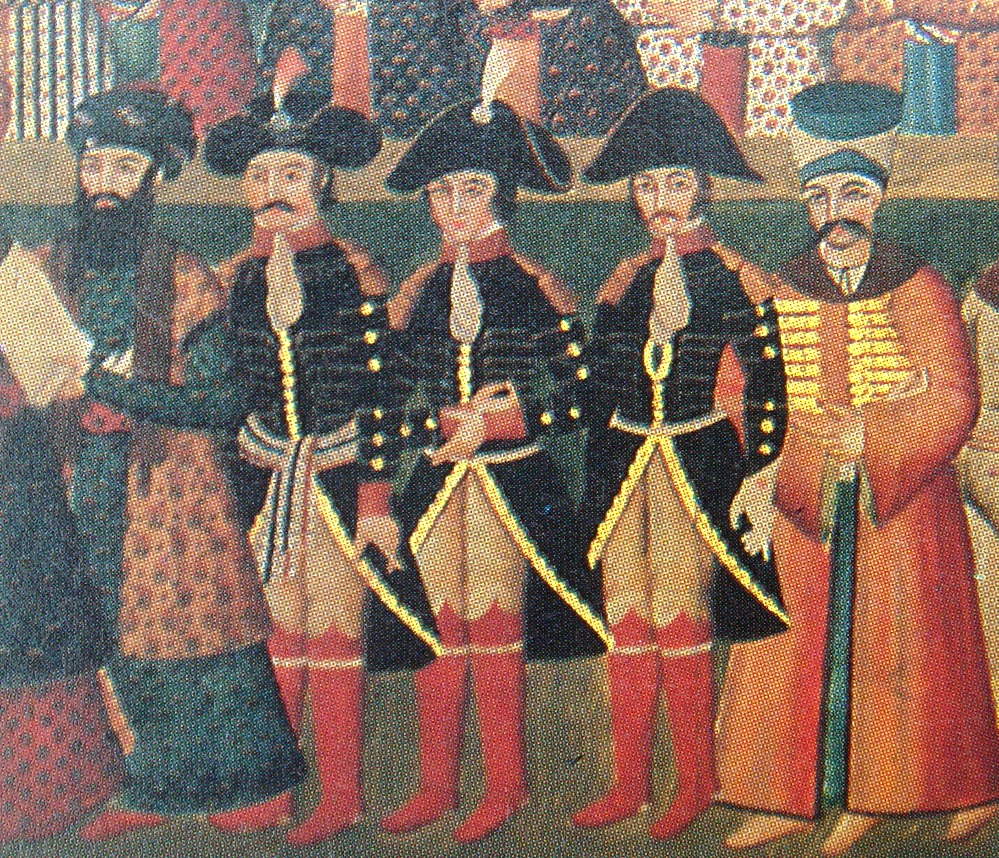
1808年，法國外交官克勞德·馬蒂厄與同僚若貝爾及若阿南在法特赫-阿里沙的波斯宮廷。他們所穿的紅襪子是波斯的外交禮儀。

法國派遣由將軍克勞德·馬蒂厄領導的軍事使團協助波斯軍隊的現代化，並為入侵印度而擬定計劃。馬蒂厄又要協調波斯人和奧斯曼人對抗俄羅斯。使團由70名服役及非服役的軍官組成，開始在接壤歐洲的邊界上現代化波斯軍隊。使團在1804年12月4日抵達波斯。
效力王子阿巴斯·米爾札的新軍由法國步兵上尉進行訓練。新軍在1808年11月成功擊敗進犯埃里溫的俄軍，顯示出法國軍訓的有效性。馬蒂厄又派遣炮兵少尉到伊斯法罕設立工廠，為波斯炮兵生產及加工加農炮。到1908年12月，他們已生產了20台歐式加農炮，並運載到德黑蘭。
19世紀英國外交官查士丁·希爾（Justin Sheil）指法國對波斯軍隊的現代化起促進的作用：
|               | 對於印度軍隊的成形，我們該要感謝法國的軍事精英。他們是首個將訓練軍隊的系統引進波斯，並將他們轉變成一支訓練有素的軍隊。他們的方法被我們複製出來，而且成效顯著。法國人將軍事和行政技能帶到波斯，建立了現今的波斯常規部隊。拿玻崙一世下定決心要援助波斯，他在1808年派遣由馬蒂厄領導的使團到波斯，當中包括優秀的軍官，他們在阿塞拜疆和克爾曼沙赫地區開始對波斯軍隊進行改造，取得了一定的成效。 |
| ——查士丁·希爾 | |

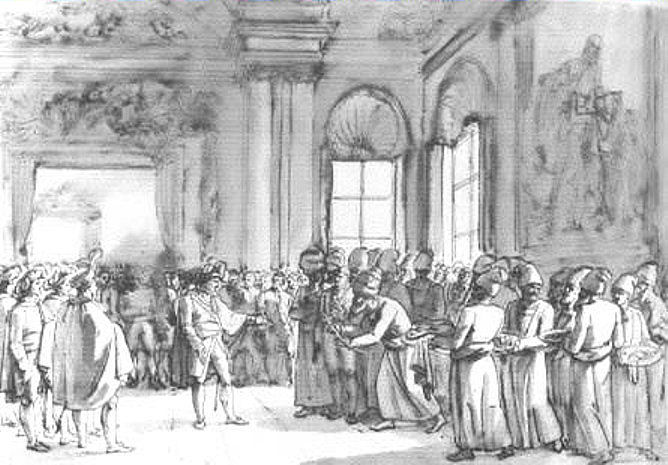
拿玻崙一世在1808年9月4日於聖克盧接見阿斯卡爾汗·阿夫沙爾。

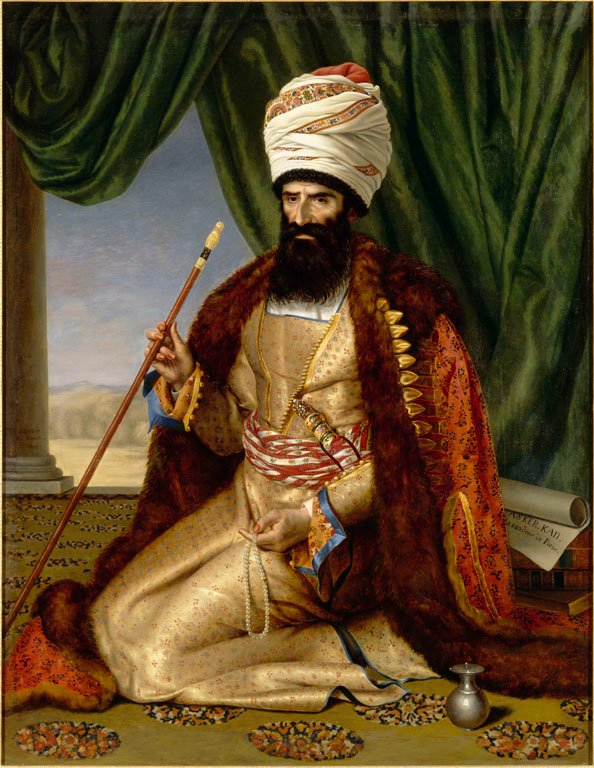
波斯使節阿斯卡爾汗·阿夫沙爾在1808年7月至1810年4月一直身處巴黎。

馬蒂厄使團在不久後便失去了其中一個被派遣到波斯的主因。拿玻崙一世在1807年7月在弗里德蘭戰役擊敗俄羅斯，雙方簽訂了提爾西特條約化敵為友，馬蒂厄使團在提爾西特條約簽訂後的1808年12月抵達德黑蘭。
不過，拿玻崙一世仍希望繼續促進法波同盟，以實施入侵印度的計劃。他計劃任命弟弟呂西安·波拿巴作為他的代表進駐德黑蘭，拿玻崙一世還想利用俄羅斯來入侵英屬印度。
一名叫阿斯卡爾汗·阿夫沙爾（Askar Khan Afshar）的波斯使節在1808年7月20日抵達巴黎，並在同年9月4日會見拿玻崙一世。
法俄兩國簽訂的提爾西特條約並未有提及要俄羅斯交還格魯吉亞和阿塞拜疆，波斯已經失去了組成同盟的動機。
隨著法俄兩國成為了盟友，波斯沙阿轉而尋求英國的軍事支援。1809年6月17日，英屬印度與阿富汗沙阿舒賈沙·杜拉尼簽訂了防衛協議以抗衡法波同盟，但當時波斯已終止了與法國的同盟。

## 與英國結盟

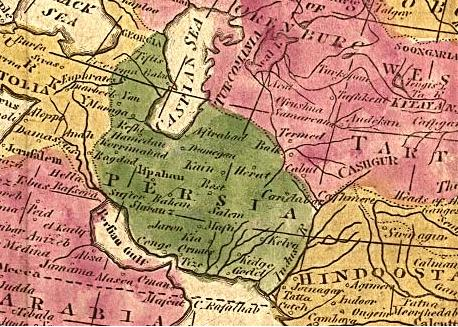
英國地圖顯示1808年的波斯，即是在1813年敗予俄國及簽訂古利斯坦條約及1857年巴黎條約割讓赫拉特予英國之前。

1808年，英國政治家約翰·馬爾科姆（John Malcolm）嘗試接觸沙阿，但他只獲准與法爾斯總督會談。1809年3月，馬蒂厄使團已回國，英國外交官哈福特·瓊斯（Harford Jones）遂與波斯達成初步的協議。1810年，約翰·馬爾科姆再度帶領使團到訪，當中的林賽·貝休恩多年來擔任波斯軍隊的總司令。在1809年至1810年間，沙阿派遣哈吉·米爾扎·阿布·哈桑汗出使倫敦，即是外交官詹姆斯·莫里爾（James Morier）筆下著名的哈吉·巴巴（Hajji Baba）。1810年，約翰·馬爾科姆再度帶領使團到訪，當中的林賽·貝休恩多年來擔任波斯軍隊的總司令。據查士丁·希爾所說：
|               | 隨著法國使團離開了波斯，英國的影響力變得最重要。英國決意要與波斯政府站在同一陣線，並延續了原有的軍事組織。1808年，兩名印度軍官克里斯蒂少校和林賽中尉陪同約翰·馬爾科姆出使波斯。克里斯蒂少校具備一定的軍事才能，負責統領步兵，他在1812年的阿斯蘭杜茲戰役裡戰死於任上，由哈特少校補上。在波斯儲君阿巴斯·米爾札的全力支持下，哈特少校獲得全權將阿塞拜疆步兵改造成精銳之師。炮兵則由林賽中尉及林賽少將先後帶領，林賽中尉在軍隊當中具有很大的影響力，特別是對炮兵。他將炮兵砥礪至完美之師，並引入了士氣機制，使他的名字至今仍備受尊重，他對大炮的操作手段至今仍殘存在阿塞拜疆的大炮當中，甚至還可以發揮一定的效用。 |
| ——查士丁·希爾 | |

## 同盟廢止

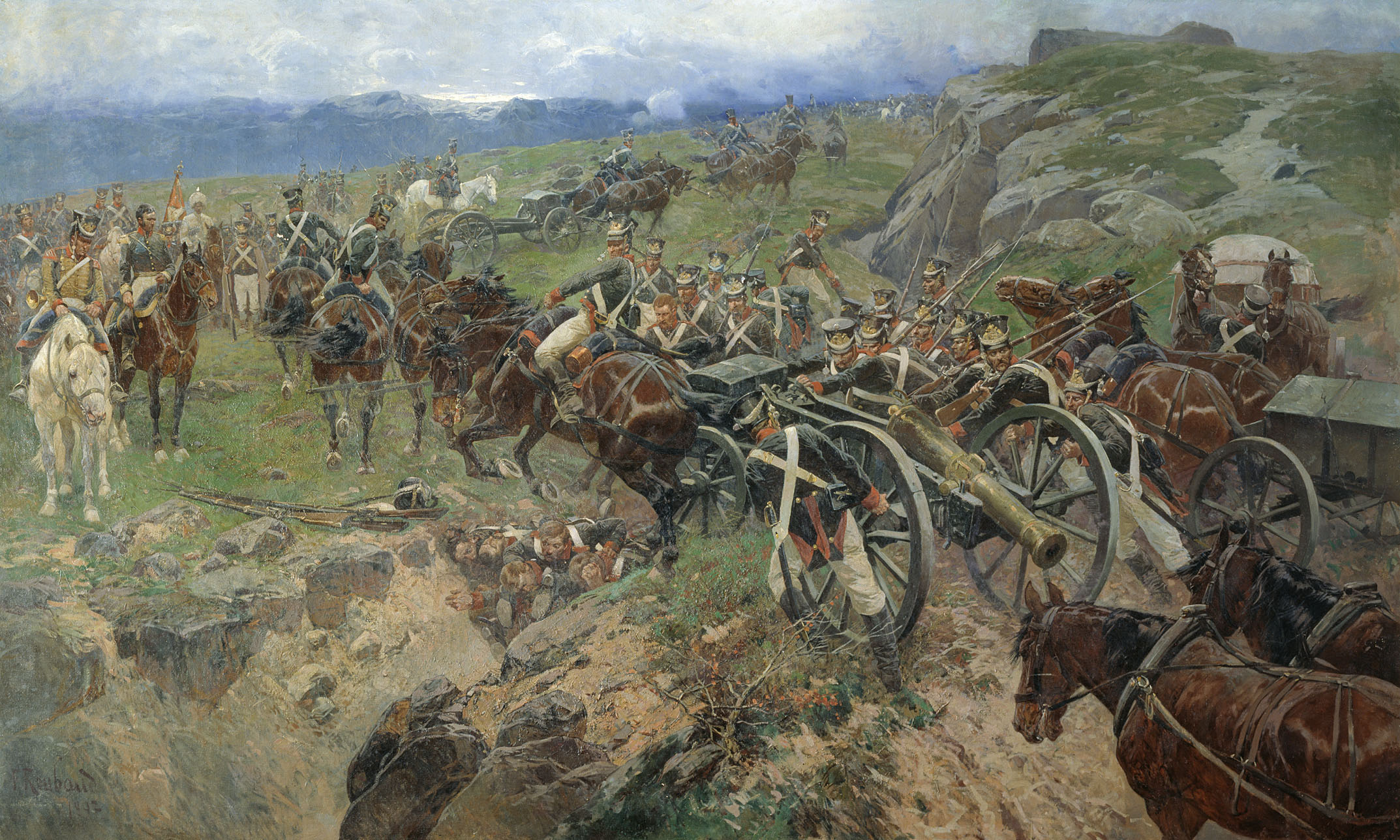
1804年至1813年俄波戰爭。

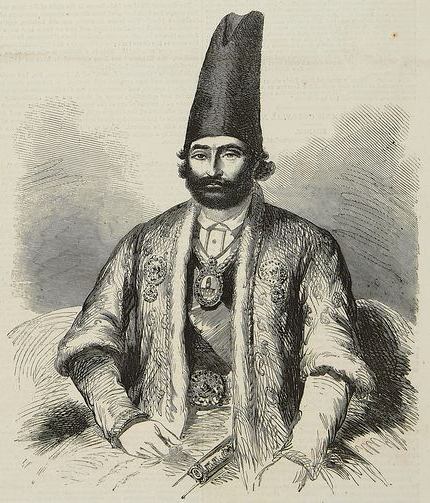
1857年《倫敦新聞畫報》上的法魯克汗。

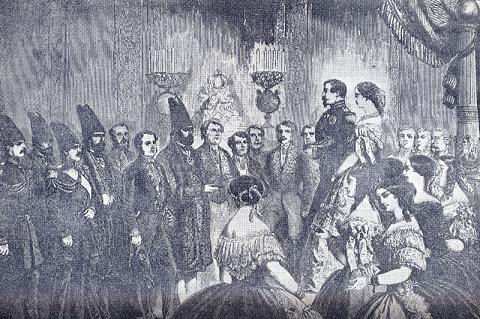
由阿明·杜烏拉領導的使團拜訪拿破崙三世。

法奧同盟依然有效，法國作為中間人協助俄羅斯與奧斯曼帝國達成和約，奧斯曼帝國將軍隊撤至多瑙河以南，但俄羅斯並沒有遵守提爾西特條約將瓦拉幾亞和摩爾達維亞歸還。
與此同時，儘管法國和俄羅斯曾經嘗試為俄羅斯和波斯達成協議，但俄波戰爭還是大規模爆發。1812年，波斯在阿斯蘭杜茲戰役遭到沉重打擊，沙阿被迫在1813年10月12日簽訂古利斯坦條約。
通過1812年布加勒斯特條約，奧斯曼帝國與俄羅斯同意議和。俄羅斯預料法國將會大舉入侵，因而急切於從南疆撤軍。條約列明俄羅斯仍控制比薩拉比亞，奧斯曼帝國則收回瓦拉幾亞和摩爾達維亞。
在拿破崙一世下台後，一位法國軍官讓-弗朗索瓦·阿拉德（Jean-François Allard）拜訪阿巴斯·米爾札，希望在沙阿麾下任職，他獲得上校軍銜，但從未實際掌控軍隊。阿拉德在1820年轉往旁遮普地區，他在當地扮演比較重要的角色。
英國與波斯保持了一段長時間的關係。到1839年，英國和波斯就阿富汗城市赫拉特的控制權發生爭議，英國撤回駐波斯的軍事和外交使節，佔領哈爾克島，又攻擊布什爾。波斯遂重啟與法國的外交關係。沙阿穆罕默德沙·卡扎爾恢復與法國的外交關係，派遣以米爾扎·侯賽因汗（Mirza Hossein Khan）為首的使團拜訪路易-菲利普一世尋求軍事援助。法國也派遣一些官員隨同返程的使團到波斯。
英波戰爭在1857年爆發，波斯使節法魯克汗被派遣到拿破崙三世，他向拿破崙三世表達後悔挑起了戰爭。1857年巴黎條約使英波戰爭結束。

## 註腳
1. ↑  Chickering & Förster 2010，第109頁
2. ↑  Amini 1999，第xvii、6-7頁
3. ↑  Amini 1999，第6頁
4. ↑  Fleming 1999，第71頁
5. ↑  Watson 2003，第13-14頁
6. 1 2  Amini 1999，第12頁
7. 1 2 3  Karsh & Karsh 2001，第11頁
8. ↑  Amini 1999，第43頁
9. ↑  Karsh & Karsh 2001，第12頁
10. ↑  Amini 1999，第55頁
11. 1 2  Seton-Watson 1967，第117頁
12. 1 2 3 4  Sykes 2008，第402頁
13. 1 2 3 4 5  Sicker 2001，第97頁
14. 1 2  Iradj Amini. . users.sedona.net. 1997-12-17  [2011-12-09]. （原始内容存档于2006-05-04）.
15. ↑  Amini 1999，第156頁
16. ↑  Amini 1999，第164頁
17. ↑  Amini 1999，第166-167頁
18. 1 2  Lady Mary Leonora Woulfe Sheil. .   [2011-12-09]. （原始内容存档于2019-05-13）.
19. 1 2  Sykes 2008，第403頁
20. 1 2 3  Seton-Watson 1967，第118頁
21. ↑  Amini 1999，第140頁
22. ↑  Sicker 2001，第97-98頁
23. ↑  Atkin 1980，第133頁
24. 1 2  Sykes 2008，第404-405頁
25. ↑  Sykes 2008，第406頁
26. ↑  Sykes 2008，第407頁
27. ↑  Karsh & Karsh 2001，第14頁
28. 1 2  Sicker 2001，第98頁
29. ↑  Hale 2000，第23頁
30. ↑  Gorton 1851，第16頁
31. ↑  W. and R. Chambers 1868，第152頁
32. 1 2  Ghanī & Ghani 1987，第302-303頁
33. ↑  Ward 2009，第80頁